# Veggie-Burger

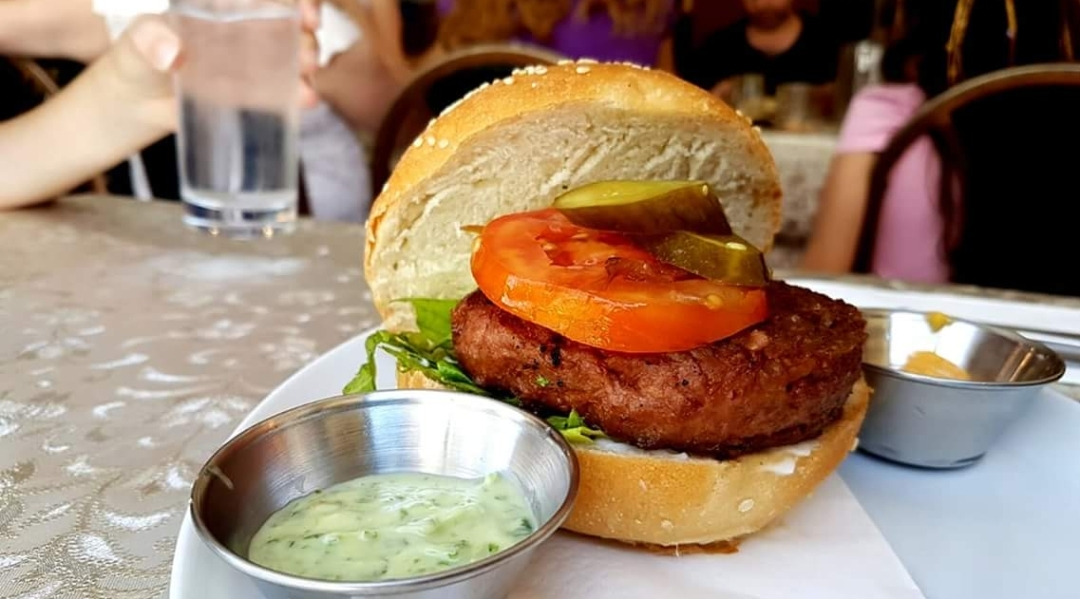
Ein vegetarischer Burger

Ein Veggie-Burger (Wortbildung aus Vegetarian Burger, „vegetarischer Hamburger“) ist ein Hamburger, der kein Fleisch enthält.
Der Bratling besteht beim Veggie-Burger aus Gemüse, Nüssen, Pilzen oder anderen pflanzlichen bzw. vegetarischen Fleischersatzprodukten. Veggie-Burger sind heute in den meisten großen Fast-Food-Ketten zu finden, jedoch ist deren Verfügbarkeit von Region zu Region unterschiedlich.
Seit 1997 sind in Burger-King-Filialen fleischlose Burger erhältlich, seit 1998 bei McDonald’s.